# Сайфиддинов, Дилшод
Сайфиддинов Дилшод — таджикский тхэквондист, мастер спорта международного класса, Заслуженный мастер спорта Республики Таджикистан.

## Биография
Родился в 1985 году в Душанбе. Родной брат (младший) Сайфиддинова Далера. Учился в Техасском университете в Остине на факультете «Компьютерная инженерия».
С 2007 года живёт в США.

## Спортивные достижения
- Чемпион мира 2003 и 2007 гг.
- Чемпион Азии 2002 и 2006 гг.
- Чемпион Всемирных юношеских игр в Москве 1998 г.
- Победитель Кубка Европы 2000, 2001, 2003, 2004 и 2006 гг.
- Обладатель чёрного пояса III дан.

Воспитанник Федерации таеквондо и кикбоксинга Республики Таджикистан.